# Fort Roon
Fort Roon – obiekt fortyfikacyjny poligonalnej Twierdzy Poznań, położony pomiędzy Szelągiem a Garbarami. Pierwotnie znany jako Brückenkopf (przyczółek mostowy). Po 1919 roku reduta Czecha.

## Budowa i funkcjonowanie
Fort został zbudowany w 1832 roku wraz z mostem łączącym go z Fortem Winiary. Otoczony fosą wodną z ziemnymi skarpami i przeciwskarpami, miał podwyższony lewy bark ze stanowiskiem dla dwóch dział, dla których w 1874 zbudowano prochownię. Redita powstała na planie prostokąta o zaokrąglonych krótszych bokach. Na każdym z dwóch jej pięter znajdowało się po szesnaście kazamat.

## Rozbiórka
Wały ziemne zostały zniwelowane w 1929 roku podczas budowy Elektrociepłowni Garbary. W wyniku uszkodzeń wojennych rozebrano naziemną część owalnej redity nadając jej kształt prostokątny.

## Stan obecny
W dolnej kondygnacji znajduje się schron OPL. Wstęp do obiektu wymaga zezwolenia dyrekcji zakładu.